# Svetlana Ulmasova
Svetlana Viktorovna Ulmasova (rusko Светпана Викторовна Упьмасова), ruska atletinja, * 4. februar 1953, Novje Balikli, Sovjetska zveza, † 6. april 2009, Baškortostan, Rusija.
Ni nastopila na poletnih olimpijskih igrah. Na evropskem prvenstvu je osvojila zaporedna naslova prvakinje v teku na 3000 m v letih 1978 in 1982. 25. julija 1982 je postavila svetovni rekord v teku na 3000 m s časom 8:26,78, veljal je dve leti.